# Rectification grande vitesse
Le procédé de rectification grande vitesse (RGV) est un procédé récent d'usinage.
Il s'appuie sur le procédé classique de rectification, les paramètres machine (Vitesse de coupe, profondeur de passe,... ) sont augmentés pour améliorer la productivité.

## Historique
Quelques repères sur l'apparition de la RGV :
- années 60 - Apparition de la rectification classique industrielle
- fin des années 90 - Premiers essais de RGV : mise en évidence des problèmes liés au procédé
- Aujourd'hui - Recherche sur la compréhension des phénomènes induits par la RGV.

## Quelques chiffres
- Vitesse de coupe : > 100 m/s
- Profondeur de passe : jusqu'à 1 mm